# Fernando Augusto de Freitas Mota Luso Soares
Fernando Augusto de Freitas Motta Luso Soares (Alenquer, 2 de Março de 1924 – 27 de Julho de 2004), casado com Emília Ferreira Gautier Luso Soares (28 de Fevereiro, de 1953), tendo três filhos – Fernando José Gautier Luso Soares (1954), Maria Filomena Gautier Luso Soares de Borja Araújo (1955) e Miguel Augusto Gautier Luso Soares (1956) e filho de Alfredo Luso Soares (Conservador do Registo Perdial) - Chefe do Gabinete do Ministro da Justiça, Manuel Rodrigues Júnior, após 28 de Maio de 1926 - e de Georgina Fernandes de Freitas Motta Luso Soares.
Iniciou a sua carreira como Delegado do Procurador da República em Coruche, foi Inspector da Polícia Judiciária (ao tempo de Ministro da Justiça, Manuel Cavaleiro de Ferreira), foi um dos grandes advogados portugueses (destacando-se a defesa do Doutor David Lopes Gagean, Director dos Serviços Culturais da Legião Portuguesa (1962); foi autor de uma acção judicial contra Vera Lagoa – A Ratazzi Portuguesa (1977) e, no mesmo ano elaborou as alegações da Assistente Maria Teresa Tengarrinha Dias Coelho, no seu recurso para o Supremo Tribunal Militar (“O Caso Dias Coelho”); de Maria Pia, Duquesa de Bragança, contra D. Duarte Pio, o Senhor de Santar (1983); em 1987, do processo Nacionalizações: Inconstitucionalidades e Justa Indeminização como patrono de Lúcio Thomé Feteira, João António dos Anjos Rocha (Presidente do Sporting Clube de Portugal), e outros. Foi também docente universitário na Faculdade de Direito da Universidade de Lisboa (Teoria Geral de Direito Civil, Direito Processual Declarativo, Direito Processual Executivo e Direito Processual Penal), ficcionista, ensaísta e dramaturgo. Na sua actividade de docente universitário publicou “Direito Processual Civil. Parte Geral e Processo Declarativo” (1980); “O Processo Penal como Jurisdição Voluntária. Uma Introdução Crítica ao Estudo do Processo Penal” (1981); “Processo Civil de Declaração. História. Teoria. Prática” (1985); “A Responsabilidade Processual Civil” (1987); “Tópicos e Sumários de Processo Civil I” (1991).
Além de escritor (cujo primeiro livro data de 1941, altura em que tinha 17 anos – “A Vila de Alenquer. Ensaio Historiográfico), também traduziu diversas obras para português, como por exemplo os “Os Banhos” de Maiakovski (1965). Como dramaturgo seguiu a corrente de teatro narrativo de influência Brechtiana, sendo que as suas principais obras teatrais são “A Outra Morte de Inês” (1968) e “António Vieira” (1973), tendo sido esta última reeditada no ano de 1997.
Durante vários anos da sua vida foi Católico praticante e, num determinado período, deixou de o ser, regressando novamente à pratica do catolicismo – e até à sua morte - após a saída do Partido Comunista Português. Ideologicamente era Monárquico (tal como seu Pai), Germanófilo e, na década de 50 e parte da de 60, colabora no Jornal “A Nação”, no Jornal Monárquico “O Debate”, no número 1 do Jornal “O Agora” (18, de Fevereiro de 1961, publicando um texto intitulado “Pirataria e Descaramento”, no caso do Santa Maria). Esteve presente na homenagem que o SNI e os Ultras prestaram a Plínio Salgado e a Armando Cortes Rodrigues e, de igual modo, na homenagem ao escritor monárquico do Minho, Manuel de Boaventura onde, também, estiveram presentes Manuel Anselmo, José de Melo e Amândio César. Colaborou na revista “Tempo Presente”, com um artigo intitulado “O Quinto Império. Ensaio Sobre a Anatomia da Esperança”, cujo Director era Fernando Guedes e o Conselho de Redacção era formado por António José de Brito, António M. Couto Viana, Caetano de Melo Beirão e Goulart Nogueira e, como Secretário da revista, Artur Anselmo.

## Diversos
- Fernando Luso Soares comentou diversas obras de vários autores, como "História Trágico-Marítima" (de Bernardo G. de Brito), "O Manual dos Inquisidores" (de Nicolau Emérico). "O Processo dos Távoras: A Expulsão dos Jesuítas – Conselho de Ministros de D. José I";
- Enquanto advogado defendeu, juntamente com Manuel João da Palma Carlos e Francisco Salgado Zenha alguns réus que foram perseguidos pela PIDE durante o regime salazarista. Foi também bastante famoso o seu processo judicial em defesa da Infanta Maria Pia de Saxe-Coburgo e Bragança,[1] que reivindicava a legitimidade enquanto Duquesa de Bragança e reclamou a chefia da Casa Real de Portugal.[2][3]

## Obras
- Crime a 3 Incógnitas (1953).
- Notas para a Criação da Novela Policial em Fernando Pessoa (1953).
- Crimes e Criminosos na Divina Comédia de Dante (1954).
- O Crime de um Fantasma (1954).
- O Mais Inteligente dos Estúpidos (1956).
- Tentação Escarlate com Eficácia em Cor de Burro quando Foge (1960).
- O Parque dos Camaleões (1962).
- Os Cavalos Marinhos (1963).
- O Banqueiro Anarquista e Outros Contos do Raciocínio de Pessoa (1964).
- Vontade de ser Ministro (1965).
- Cadáver Adiado que Procria (1967).
- Quando Menos se Espera (1967).
- Grandezas e Misérias num Sonho de Maiorais de Gado (1967).
- A Outra Morte de Inês (1968).
- António Vieira (1973).
- Teatro Vanguarda Revolução e Segurança Burguesa (1973).
- Introdução à Política (1975).
- A Novela Dedutiva em Fernando Pessoa (1976).
- Teoria Geral do Direito Civil (1977).
- O Caso Dias Coelho (1977).
- O Direito Processual Civil (1980).
- Maria Pia, Duquesa de Bragança contra D. Duarte Pio, o senhor de Santar (1983).
- A Decisão Judicial e o Raciocínio Tópico-Abdutivo do Juiz (1983).
- Vontade de Ser Ministro (1999).
- O Poeta era um Fingidor (1999).
- O Agravo e o Seu Regime de Subida.
- PIDE/DGS – Um Estado dentro do Estado.